# Sabazia purpusii
Sabazia purpusii là một loài thực vật có hoa trong họ Cúc. Loài này được Brandegee miêu tả khoa học đầu tiên năm 1903.